# Cala Molins
Cala Molins (‚Mühlenbucht‘) ist eine kleine Bucht mit einem Sandstrand im Norden der Baleareninsel Mallorca. Sie befindet sich an der Nordostseite des Ortes Cala Sant Vicenç innerhalb der Gemeinde Pollença.

## Lage und Beschreibung

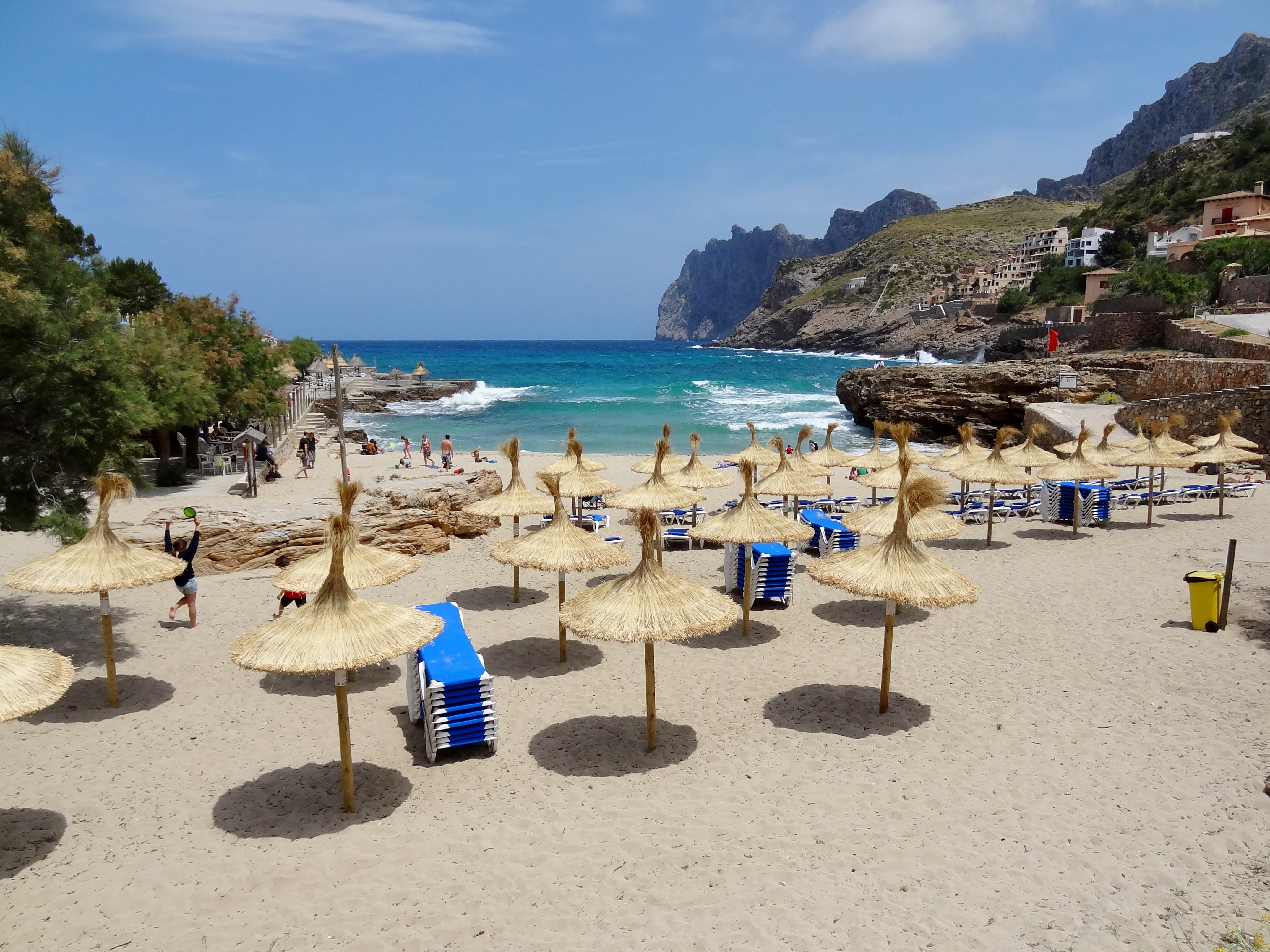
Strand der Cala Molins

Die Cala Molins liegt an der Nordküste Mallorcas, 14 Kilometer westlich des nördlichsten Punktes der Insel, des Cap de Formentor. Mit den Nachbarbuchten Cala Carbó, Cala Clara und Cala Barques bildet die Cala Molins den größeren Meereseinschnitt der Cala de Sant Vicenç zwischen der Punta de Coves Blanques und dem Morro de Bóquer. Die Cala Carbó ist dabei eine östliche Nebenbucht der Cala Molins, während die westlich liegenden Cala Clara und Cala Barques von der Cala Molins durch die kleine Halbinsel El Maressar getrennt sind, die nach einem ehemaligen Wachturm auch Punta de sa Torre genannt wird. An der Cala Molins mündet der Sturzbach Torrent de Can Botana, der an den Bergen der Serra de la Font entspringt.
Das Ufer des Sandstrandes der Cala Molins ist 40 Meter lang. Es wird von einer Felsküste geringer Höhe eingerahmt. Die Breite des Strandes beträgt bis zu 70 Meter. Fast auf seiner gesamten Fläche sind Schirme aufgestellt unter denen Liegen vermietet werden. In der Saison wird der Strand täglich gereinigt. An der Westseite befindet sich ein Café, neben dem einige Tamarisken stehen. Mit Ausnahme des Ufers umgibt eine Mauer den Strand, die bis auf Straßenhöhe reicht. Die Straße führt um die gesamte Bucht der Cala Molins. Von der Ost- und der Westseite gibt es Strandzugänge über Treppen und Rampen. Südwestlich hinter dem Strand befindet sich ein Parkplatz. Auf Grund der innerörtlichen Lage im Ort Cala Sant Vicenç ist der Strand gut besucht. Bei nördlichen Winden tritt häufig starker Wellengang auf.

## Zugang
Die Straße nach Cala Sant Vicenç zweigt von der Landstraße MA-2200 zwischen Pollença und Port de Pollença in Richtung Norden ab. Nach 3,1 Kilometer erreicht man den Ortseingang von Cala Sant Vicenç. Von dort beträgt die Entfernung zur Cala Molins etwa 1 Kilometer. Der Strand liegt an der Ostseite der Halbinsel El Maressar oder Punta de sa Torre an der Südwestseite der Bucht.